# شقران أرجنتيني
شقران أرجنتيني (الاسم العلمي:Puccinia argentina) هو نوع من الفطريات يتبع جنس الشقران من الفصيلة الشقرانية.